# MGMグランド

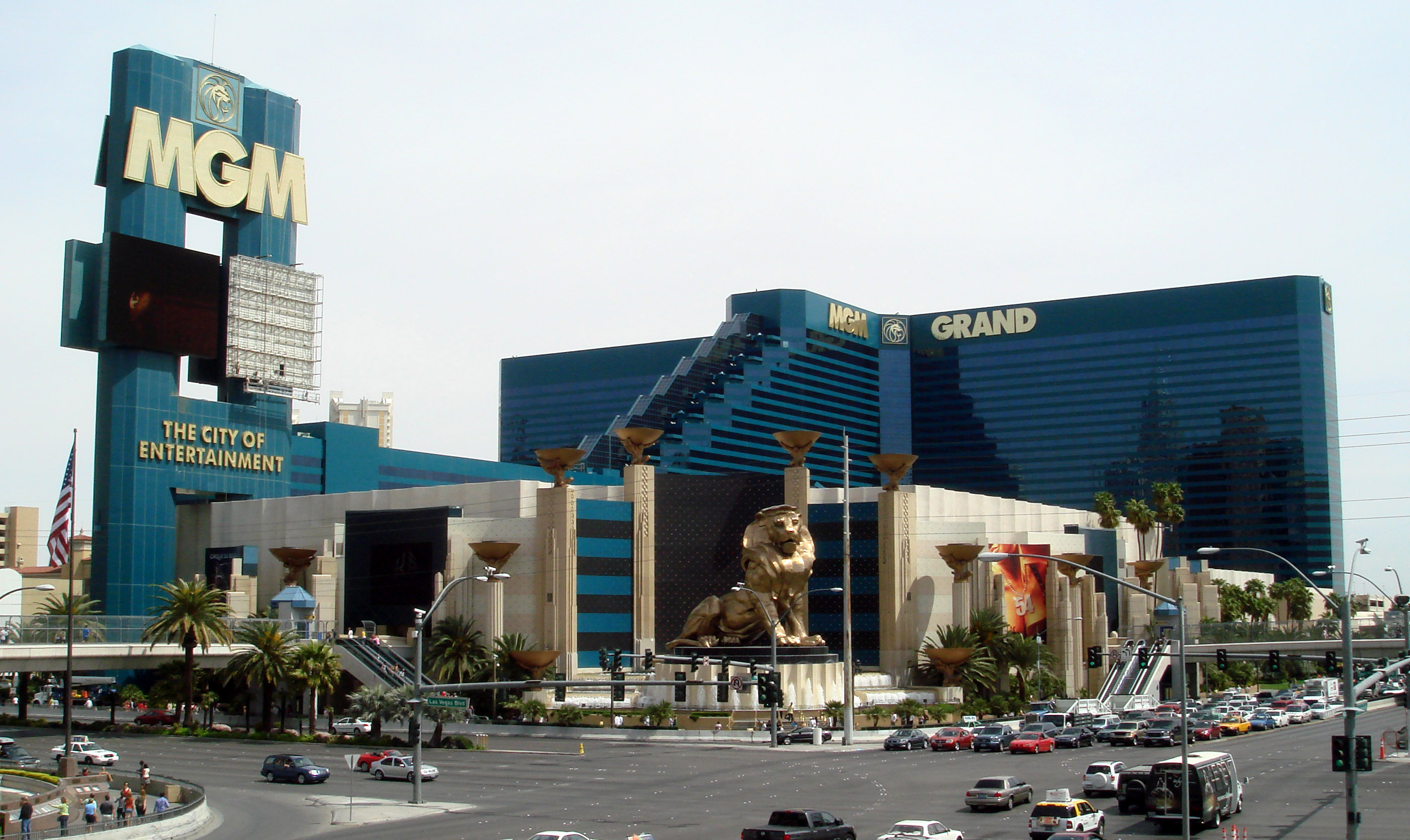
MGMグランド

MGM（メトロ・ゴールドウィン・メイヤー）グランド・ラスベガス（MGM Grand Las Vegas）とは、アメリカ合衆国ネバダ州ラスベガスにある、カジノ・ホテルである。

## 概要
ネバダの富豪、カーク・カーコリアンが建てたホテル。現在のホテルは2代目に当たる。（初代のMGMグランドは1985年に売却され、現在はバリーズ（カジノ・ホテル）となっている。）
ホテルとしては30階建てで、高さは293フィート(89m)あり、総客室数は5,004室と世界最大規模であり、またカジノとしては世界で4番目の面積を誇る。

## 歴史
- 1991年 マリーナホテル爆破解体。現MGMグランドはこの跡地に建設される。
- 1993年12月18日 開業。
- 1995年 バリーズとの間に無料のモノレールが開通する。これが後にラスベガスモノレールに発展する。
- 2000年4月26日 空港にホテルのチェックインカウンターがオープン。
- 2004年 最上階にスカイロフトと呼ばれる展望フロアが完成した。

## ライオン像

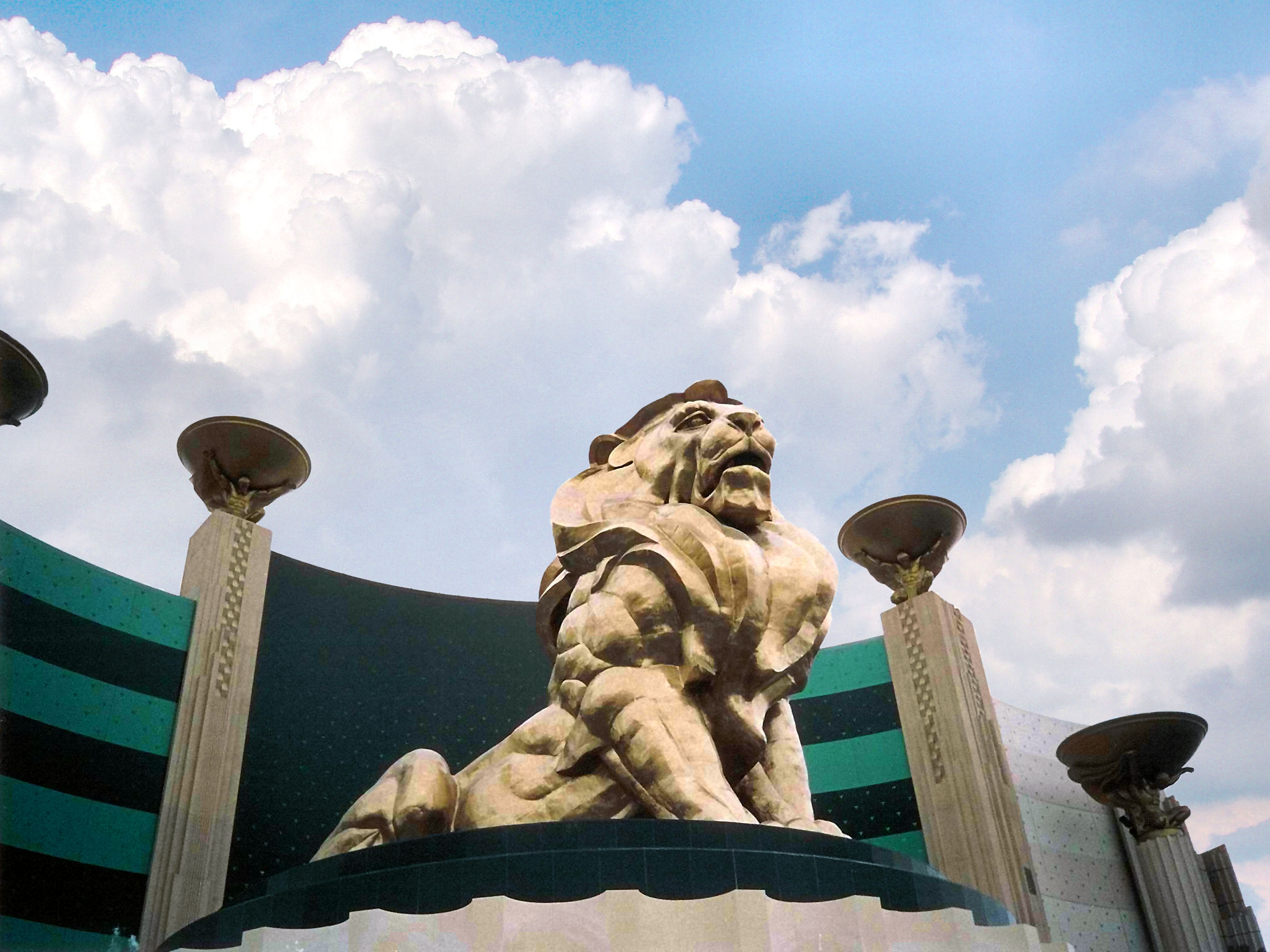
MGM グランド ラスベガスの入口に設置されている MGM ライオン。

同ホテルを象徴する金のライオンの像。写真のライオン像は2代目。初代はというと、形が異なり口をあけて寝そべったような格好をしていた像で、口がホテルの出入り口となっていた。
この像の重量は約45tで、高さは約13m、台座部分を入れると約20mであり、全米で最も大きい銅像である。

## アトラクション
- カー（KÀ）　シルク・ドゥ・ソレイユのアトラクションショー
- MGMグランド・ガーデン・アリーナ

### 過去のアトラクション
- ライオンハビタット　本物のライオンがいる無料のミニ動物園。
- EFX 1995年から2002年まで長期公演されていたミュージカル仕立てのナイトショー。
- アドベンチャーテーマパーク　開業から2002年まで存在した家族連れ向け遊戯施設。
- スタジオ54　ニューヨークの伝説的なディスコであるスタジオ54を再現したクラブ